# Porchetta
 (octobre 2021).
Si vous disposez d'ouvrages ou d'articles de référence ou si vous connaissez des sites web de qualité traitant du thème abordé ici, merci de compléter l'article en donnant les références utiles à sa vérifiabilité et en les liant à la section « Notes et références ».
La porchetta est une spécialité culinaire traditionnelle de nombreuses régions d'Italie et du pays niçois (France), à base de cochon de lait, quelquefois farci de ses abats.
La porchetta se fait avec du maigre de cochon et du gras (en Italie) ou des abats (à Nice)[réf. nécessaire].

## Origine et diffusion
Le mot porchetta (un diminutif de porco, « porc ») apparaît au XVe siècle dans un chant du poète florentin Luigi Pulci, sans que l'on sache quelle était la recette :
« […] poi gli mangiò come porchette cotte. »
—  Luigi Pulci, Morgante (1478), chant vingt-septième (Ottava toscana), p. 264.
        
« […] puis il les a mangés comme des cochons de lait cuits. »

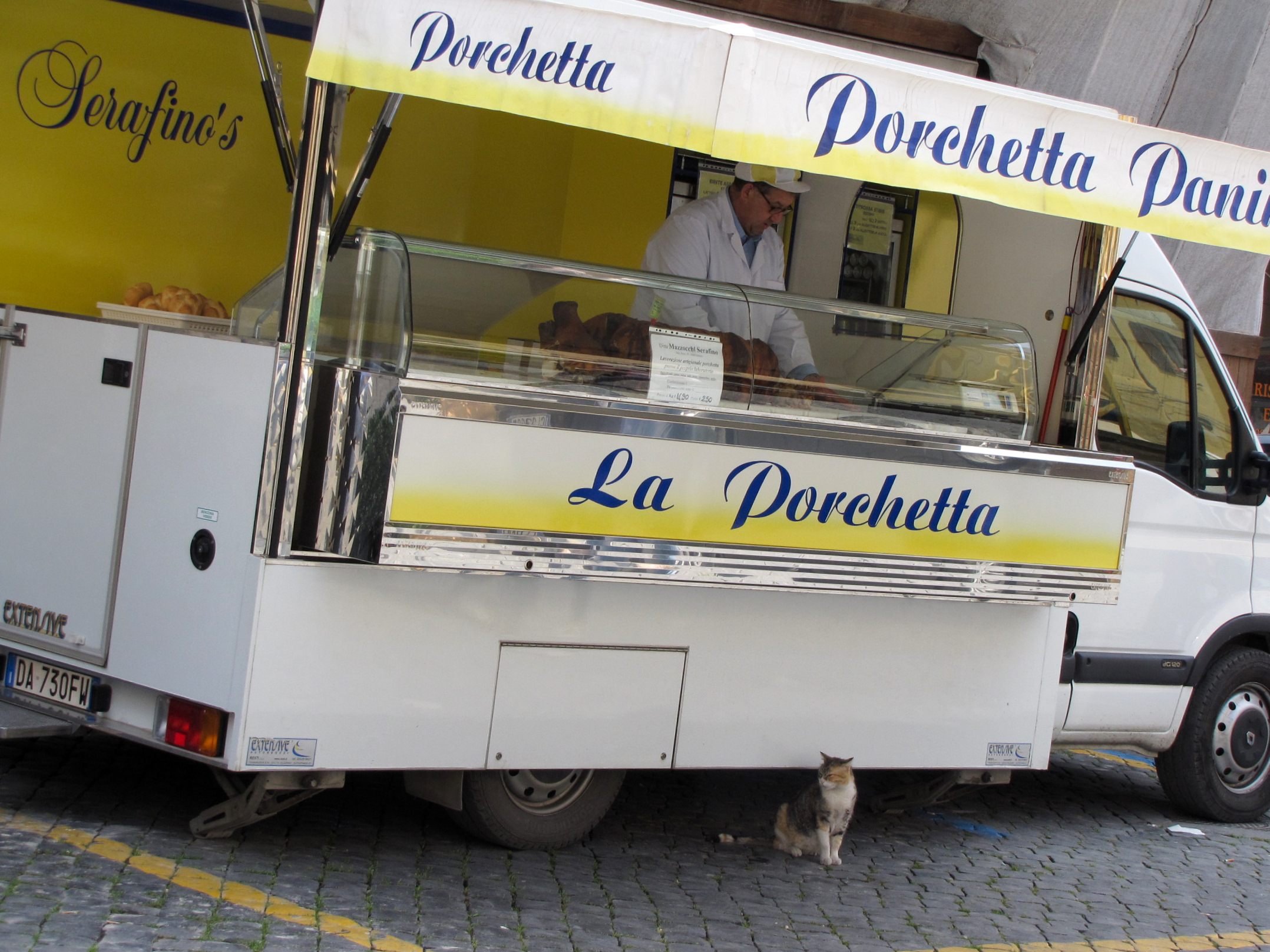
Vendeur ambulant (actuel) de porchetta à Spolète.

En Sardaigne, le porchetto est une institution, un plat de fête privée ou collective. Dans le sud de la Toscane, c'est le plat typique du jour de la fête des saintes patronnes, Lucilla et Flora, de la ville de Santa Fiora en région amiatine, le 27 juillet. On retrouve des versions locales de la porchetta jusqu'au Canada, en Australie et aux États-Unis, principalement parmi les communautés d'origine italienne.

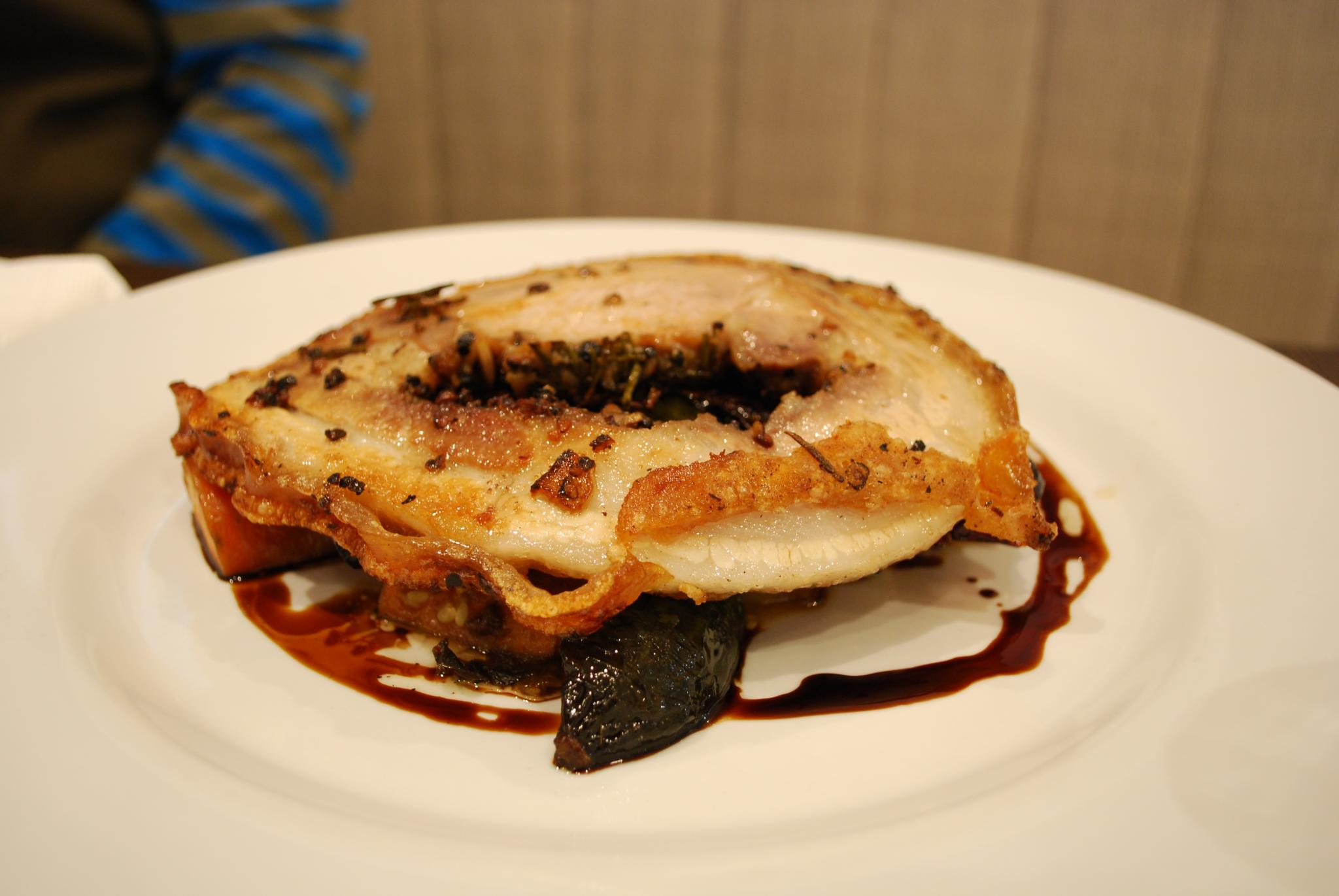
Porchetta au poivre noir en Australie.

## Labels
La porchetta bénéficie d'une appellation au titre des produits agroalimentaires traditionnels italiens dans les régions de Toscane, d'Ombrie, du Latium, du Piémont, des Abruzzes, d'Émilie-Romagne, de Molise et de Sardaigne.
En France, c'est un des plats enregistrés à l'inventaire du patrimoine culturel immatériel dans la fiche des pratiques culinaires du pays niçois.

## Préparation
La porchetta se prépare avec un cochon de lait (ou un cochon d'un an) désossé par le ventre, puis farci de sa chair, additionné d'aromates (principalement de l'ail et du laurier). Une fois recousu, le cochon est rôti, et le croustillant de la peau est signe de fraîcheur. La porchetta doit être consommée le jour même de son achat. Elle se mange froide, coupée en tranches et avec (ou non) du pain. Elle s'apprécie aussi poêlée avec un filet d'huile, deux tomates, une pointe d'ail et son assaisonnement.
Pour réaliser la recette, il suffit donc d'un cochon de lait et d'une réserve de sel. Les aromates peuvent se récolter en passant, la broche être découpée dans une branche convenable ; le cochon de lait grillera ensuite sur un feu de bois. En outre, l'expression in porchetta donne son nom à plusieurs autres mets, préparés de façon similaire, tels le lapin en porchetta et le canard en porchetta.
Les ingrédients pour 20 personnes environ sont les suivantes : un cochon de lait vidé (garder tous ses abats et ses tripes), 1 à 2 kg de longe coupée grossièrement, 2 branches de romarin, 4 à 5 gousses d'ail non épluchées, 2 cuillères à soupe (c.à.s.) d'origan, 1 c.à.s. de piment de Cayenne en poudre, du saindoux, 4 feuilles de laurier réduites en poudre, et 30 grammes de poivre noir en graines. Aussi, 2 c.à.s. de graines de fenouil, un verre d'huile d'olive, 30 grammes de gros sel, du poivre blanc, et 2 à 3 litres de bouillon. Mélanger tous les abats coupés en dés dans une grande bassine, la longe découpée et les tripes bien nettoyées, citronnées et coupées en petit morceaux, 2 c.à.s. de sel, le poivre et les graines de fenouil en graines, le laurier réduit en poudre, l’origan, les gousses d’ail entière juste écrasées à la main, les petites feuilles du romarin. Bien mélanger le tout. Frotter l'intérieur du cochon avec le gros sel et du poivre blanc en poudre, et remplir le cochonnet avec la farce. Avec votre poing bien rentrer la farce pour la comprimer et la serrer en force. Au fur et à mesure recoudre soigneusement avec une ficelle à rôti assez grosse et une aiguille courbe de cordonnier. Mélanger le saindoux, l'huile d’olive, le piment et 1 c.à.s. de sel et frotter énergiquement l’extérieur du cochon avec ce mélange. Faire cuire à feu moyen pendant 7 à 8 heures dans un four à bois en arrosant le plus souvent possible avec un jus composé de bouillon et d'huile d’olive. Découper en tranches pour une dégustation froide.
Dans la tradition niçoise[réf. à confirmer], la farce est réalisée avec les abats du porcelet (cœur, foie, rognons et ris) qui sont blanchis avant d’être coupés en lanières. Ces abats sont mélangés à de la longe de porc ainsi que du thym, du laurier, de l’ail et des graines de fenouil. Après avoir été farci, le porcelet est laissé mariné une nuit dans du vin blanc avant d’être rôti. Lors de la cuisson, la peau du porcelet est badigeonnée d’un mélange d’eau et de miel. Dans l’arrière-pays niçois, la même recette est souvent réalisée avec du lapin.

## Consommation
La porchetta se consomme coupée en tranches comme plat principal, mais surtout en sandwich : elle est le goûter typique des zones de production viticole. Sa consommation est favorisée par des vendeurs ambulants souvent situés proches de foires, marchés, fêtes paysannes, concerts, etc.